# Kỷ Tĩnh công
Kỷ Tĩnh công (chữ Hán: 杞靖公; trị vì: 703 TCN-681 TCN), là vị vua thứ bảy của nước Kỷ - chư hầu nhà Chu trong lịch sử Trung Quốc.
Ông là con của Kỷ Vũ công - vua thứ 6 nước Kỷ, họ Tự. Năm 704 TCN, Kỷ Vũ công mất, ông lên nối ngôi vua.
Sử ký không nêu rõ các sự kiện lịch sử trong thời gian ông làm vua. Năm 681 TCN, ông mất, làm vua tất cả 23 năm. Kỷ Cung công lên nối ngôi vua.